# Unga Teatern (Finland)

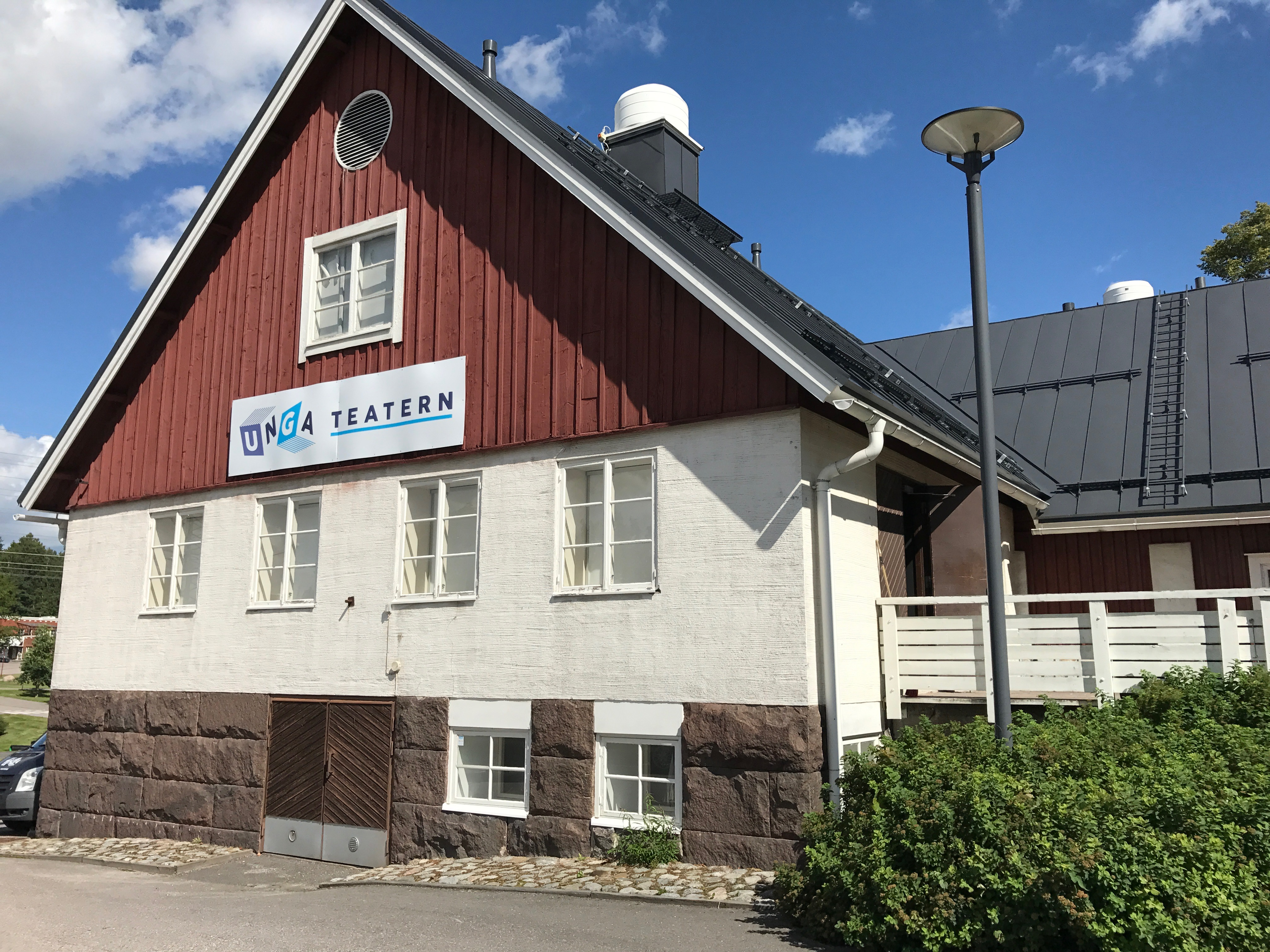
Unga teatern i Esbo.

Unga Teatern är en finlandssvensk teater som grundades 1960 under namnet Skolteatern och som från första början har riktat in sig på barn och ungdomar. Unga Teatern är Finlands äldsta barn- och ungdomsteater och kan kallas för banbrytare på området, eftersom det före Skolteaterns grundande visades barnpjäser enbart på de stora teatrarnas scener. 
Skolteatern turnerade aktivt under 1960-talet i landets svenskspråkiga skolor. Teaterns förste chef var Nils Brandt och han efterträddes av Kristin Olsoni, Jerker Sandholm och Stina Svensson. Margret von Martens tillträdde 1969 och kom att bli Skolteaterns långvarigaste chef, eldsjäl och pionjär. Hon turnerade landet runt en stor del av sin chefsperiod, med ibland tre föreställningar per dag, ofta en hel månad i ett sträck. Någon fast scen hade man inte (utom 1977–1984, då teatern hade en liten repetitionslokal i Ekenäs), däremot nog en egen turnébil, köpt med banklån. 
I slutet av 1960-talet talades det mycket om skräpkultur för barnen, och också Skolteaterns linje lades om mot ökad samhällsmedvetenhet. von Martens bad Christina Andersson skriva ett skådespel, det blev Klump i magen, med barns rädsla som tema. Efter detta blev Andersson Skolteaterns husförfattare under hela 1970-talet med en pjäs per år. Den största framgången blev en pjäs i vilken Marina Motaleff på teckenspråk uppförde Prinsessan som inte kunde tala. Teatern deltog med den i nordiska gästspel och den televiserades. Pjäsen stod på repertoaren i tre år, liksom en annan av Skolteaterns guldkorn, Oscar Wildes saga Den lyckliga prinsen, som regisserades av Marina Motaleff med von Martens som berättare. Det var en outslitlig saga som barnen aldrig tycktes få nog av. Också efter sin chefsperiod gjorde von Martens en mängd roller, till exempel Jullegenden för de minsta, som Martens berättade år efter år vid jultid. Jullegenden var mycket omtyckt i daghem och lågstadier. 
Fram till 1977 fungerade teatern utan en fast scen. År 1984 flyttade den till sin nuvarande plats, Lillklobbs gård i Esbo. En gammal ladugård byggdes om till teaterhus, och kansliet fick plats i huvudbyggnaden. Åren 1984–1985 sanerade Esbo stad husen, och hösten 1985 var Skolteaterns första fasta scen klar, med plats för 130 åskådare. År 1994 döptes teatern om från Skolteatern till Unga Teatern. Sedan 1997 har teatern dessutom hyrt en andra scen, Diana-Scenen vid parken Trekanten på Georgsgatan i Helsingfors (tillsammans med Klockriketeatern), och på så sätt lyckats nå en större publik. 
von Martens efterträddes 1987 av Anneli Mäkelä, som redan tidigare hade medverkat vid teatern både som skådespelare och regissör. Allt flera uppsättningar kom att spelas på den fasta scenen, turnéernas antal minskade. Mäkelä bjöd den unga publiken på en fantasieggande sagovärld, ofta med inslag av poesi och spännande cirkusmoment. Hon dramatiserade en rad barnboksklassiker, som Michael Endes Momo, Antoine de Saint-Exupérys Lille Prinsen, Tove Janssons Pappan och havet och Det osynliga barnet, regisserade och dramatiserade Nalle Puh, Pelle Svanslös och Barbro Lindgrens Vilda bebin. Hon skrev librettot till Ilkka Kuusistos opera Pierrot och nattens hemligheter, skrev text och regisserade den lyriskt vackra Barnkammarén, en kabaré för barn – och mycket mera. Under hennes period började allt fler pjäser översättas och visas också på finska. 
Anneli Mäkeläs efterträdare Marjaana Castrén stannade två år på sin post och efterträddes 2002 av Christian Lindroos. Denne fick 2004 ta emot Esbo stads kulturpris för Unga Teaterns räkning. Pjäser som gått bra på senare år är Stora vänliga jätten, Robinson och Pettson och Findus.
År 2010 blev Unga Teatern utnämnd till Årets teater.

## Teaterchefer
- Nils Brandt, teaterchef 1960–1961
- Kristin Olsoni, teaterchef 1962–1964
- Jerker Sundholm, teaterchef 1965
- Stina Svensson, teaterchef 1966–1968
- Leif Granit, (t.f.) teaterchef 1980–1981
- Margaret von Marten, teaterchef 1969–1980, 1981–1986
- Anneli Mäkelä, teaterchef 1987–1998
- Marjaana Castrén, teaterchef 1998–2002
- Christian Lindroos, konstnärlig ledare 2002–2016
- Paul Olin, konstnärlig ledare 2016–2020
- Meri Anna Hulkkonen, konstnärlig ledare 2021–2022
- Matti Raita, teaterchef 2023–